# 潍坊路
潍坊路是中華人民共和國上海市浦東新區一條東西走向道路，西起浦東南路，東至源深路，全长1865米，道路前身是一條鄉間泥路，1953年改建為片彈街路。1979年3月又改建為瀝青路面和水泥路面。1987年又延伸至源深路。道路名稱來自於山东省潍坊市。